# KDE 네온

로고

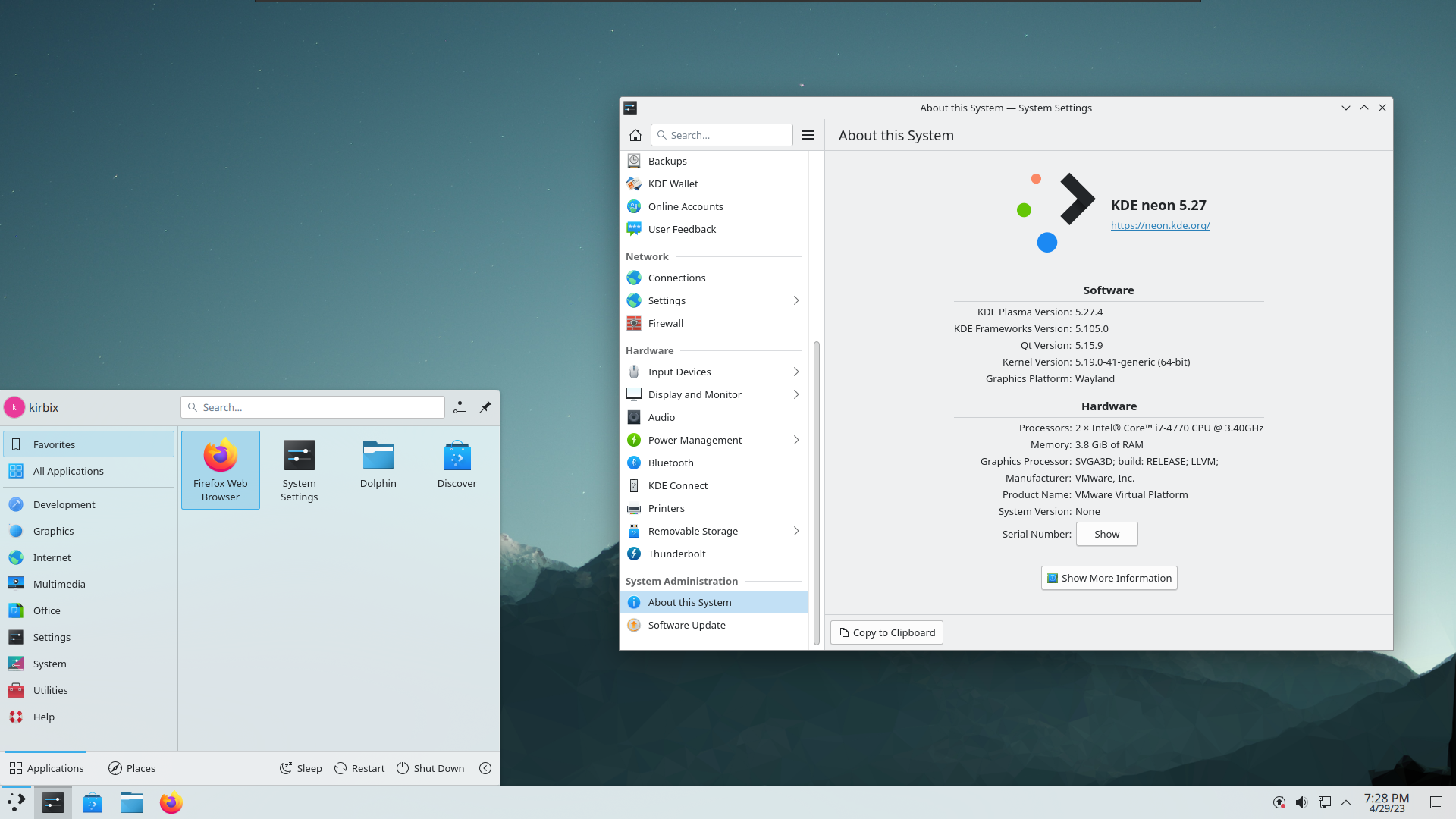
KDE neon 5.27

KDE 네온(KDE neon)은 우분투 장기 지원(LTS) 릴리스를 기반으로 KDE에서 개발한 리눅스 배포판이다. 최신 버전의 플라스마 5 데스크톱 환경/프레임워크, Qt 5 툴킷 및 기타 호환 가능한 KDE 소프트웨어가 포함된 추가 소프트웨어 저장소 세트와 함께 번들로 제공된다. 쿠분투 창립자인 조나단 리델(Jonathan Riddell)이 캐노니컬을 떠난 후 2016년 6월에 처음 발표한 이 제품은 꾸준히 증가하는 리눅스 사용자에 의해 채택되었으며 정기적으로 DistroWatch.com 인기 테이블에서 상위 20위 안에 들었다.
안정적인 개발 변형으로 제공된다. 유저 에디션(User Edition)은 품질 보증을 통과한 최신 KDE 패키지를 갖춘 안정적인 릴리스이며, Testing, Unstable 및 Developer Edition 브랜치는 KDE 패키지의 최신 베타 및 불안정한 나이틀리(Nightly) 릴리스를 사용한다.

## 같이 보기
- 그래픽 사용자 인터페이스
- 장기 지원 버전
- 쿠분투